# Wintergatan
«Wintergatan» — шведський музичний фольклорний колектив. Свій перший альбом (однойменний з назвою групи) група випустила в травні 2013 року. 

## Marble Machine
Особливої популярності група набула з березня 2016 року, коли на YouTube з'явився відеокліп Wintergatan, в якому показаний музичний інструмент, що використовує близько 2000 металевих кульок. Інструмент отримав назву «Marble machine». Інструмент поєднує в собі бас-барабан, вібрафон, бас-гітару і інші інструменти. Машина працює за допомогою маховика, який призводить тисячі кульок в рух. Робота на інструментом почалася восени 2014 року і тривала 14 місяців. Музичний інструмент створив Мартін Молин, учасник колективу.